# CD單曲
CD单曲（英語：CD single，有时缩写为CDS）是激光唱片形式的音乐单曲。在红皮书中CD单曲的标准是8 cm（3英寸）的CD（或迷你CD）。